# Art Metrano
Arthur „Art“ Metrano (* 22. September 1936 in Brooklyn, New York City, New York; † 8. September 2021 in Aventura, Florida) war ein US-amerikanischer Schauspieler. Besonders bekannt wurde er durch seine Rolle des Captain Mauser in den Filmen Police Academy 2 und Police Academy 3. Bekannt war Metrano auch durch seine Mischung aus Magie und Comedy, womit er seit den frühen 1970er Jahren große Erfolge feierte.

## Leben
In den frühen 1970er Jahren trat er in The Tonight Show von Johnny Carson auf und zeigte dort absurde Zaubertricks. In den 1980er Jahren spielte er im zweiten und dritten Teil der Police-Academy-Filmreihe mit, in denen er die Figur des bösen bis teilweise sadistischen Polizeiausbilders Lieutenant, Captain bzw. Commandant Mauser verkörperte. 1989 stürzte Metrano bei Dacharbeiten an seinem Haus in Los Angeles von einer Leiter und brach sich mehrere Wirbel. Von da an war er querschnittgelähmt. Er starb am 8. September 2021 im Alter von 84 Jahren in seinem Zuhause in Aventura.

## Filmografie (Auswahl)

### Filme
- 1969: Nur Pferden gibt man den Gnadenschuß (They Shoot Horses, Don’t They?)
- 1972: Pferdewechsel in der Hochzeitsnacht (The Heartbreak Kid)
- 1972: Die Spur der schwarzen Bestie (They Only Kill Their Masters)
- 1973: Der Sohn des Mandingo (Slaughter's Big Rip-Off)
- 1973: Ein verdammt netter Junge (The All-American Boy)
- 1974: Das Böse in der Tiefe (The Treasure of Jamaica Reef)
- 1975: Der Retorten-Goliath (The Strongest Man in the World)
- 1979: Seven – die Superprofis (Seven)
- 1981: Affen, Gangster & Millionen (Going Ape)
- 1981: Mel Brooks – Die verrückte Geschichte der Welt (History of the World, Part I)
- 1983: Atemlos (Breathless)
- 1984: Tiger – Frühling in Wien
- 1984: Die Aufsässigen (Teachers)
- 1985: Malibu-Express (Malibu Express)
- 1985: Police Academy 2 – Jetzt geht’s erst richtig los (Police Academy 2: Their First Assignment)
- 1986: Police Academy 3 – … und keiner kann sie bremsen (Police Academy 3: Back in Training)
- 1989: Gummibärchen küßt man nicht
- 1992: Toys
- 1997: Murder in Mind
- 2001: Good Advice

### Serien
- 1970: Bonanza (eine Folge)
- 1973: Kojak – Einsatz in Manhattan (Kojak)
- 1975–1976: Abenteuer der Landstraße (Movin’ On, fünf Folgen)
- 1978: Der unglaubliche Hulk (The Incredible Hulk, eine Folge)
- 1978: Colorado Saga (Centennial, eine Folge)
- 1979–1980: Benson (zwei Folgen)
- 1986: Polizeirevier Hill Street (Hill Street Blues, eine Folge)
- 1989: Das A-Team (The A-Team, Folge: Ein Bärendienst)[2]
- 1997, 2000: Party of Five (zwei Folgen)
- 2000: The District – Einsatz in Washington (The District, eine Folge)